# Li Jinhe
Li Jinhe, född 22 maj 1964, är en kinesisk före detta tyngdlyftare.
Han blev olympisk bronsmedaljör i 67,5-kilosklassen i tyngdlyftning vid sommarspelen 1988 i Seoul.